# Constantin Dăscălescu
Constantin Dăscălescu (Breaza, 2 luglio 1923 – Bucarest, 15 maggio 2003) è stato un politico romeno.
È stato l'ultimo primo ministro nominato dal Partito Comunista Rumeno.

## Biografia
Nato a Breaza, nel Distretto di Prahova, ha studiato nella Scuola del Partito a Ploiești, all'Accademia di Studi Economici a Bucarest ed infine alla Scuola Superiore del Partito a Mosca.

## Carriera politica
Nominato membro supplente del Comitato Centrale tra il 1952 e il 1956, è stato in seguito segretario organizzativo della regione di Ploieşti (1956-1959) e Galaţi (1962-1965). Nel 1965 è stato inoltre nominato Primo segretario del distretto di Galaţi e Deputato della Grande Assemblea Nazionale.
Negli anni settanta è entrato a far parte dei quadri nazionali del partito. A seguito dei buoni rapporti col leader, nel marzo 1978 è stato eletto membro del Comitato Politico Esecutivo del partito.
Il 21 maggio 1982 è stato eletto primo ministro, poiché il predecessore Ilie Verdeț non riuscì ad attuare una riforma economica del paese. Durante il suo mandato supportò sempre i metodi controversi usati da Ceauşescu per risolvere il problema del debito statale.
Il 20 dicembre 1989 fu mandato insieme a Emil Bobu a Timișoara per dialogare coi dimostranti. Non accettò le loro condizioni e ritornò a Bucarest dove, tre giorni dopo, fu arrestato a seguito della rivoluzione che scoppiò nel paese.

## Dopo la rivoluzione
Rassegnò le dimissioni il 22 dicembre 1989; il suo ultimo atto fu emettere il decreto che permise la liberazione dei prigionieri politici. Fu arrestato e giudicato nel 1990. In un primo momento fu accusato di genocidio ma non furono trovate prove decisive e cambiò quindi il capo d'accusa. Fu condannato all'ergastolo nel 1991 ma scarcerato dopo 5 anni per problemi di salute dovuti ad una stenosi aortica. Morì all'ospedale di Bucarest il 15 maggio 2003.

## Vita privata
Si sposò nel 1948 con Elena e tre anni più tardi ebbe una figlia chiamata Luminiţa.